# Gopherus agassizii
La tartaruga del deserto (Gopherus agassizii) Cooper, 1861) è una specie della famiglia dei Testudinidi che vive nelle zone aride degli Stati Uniti e del Messico.

## Biologia

### Comportamento
Per proteggersi dalle temperature estreme e limitare la disidratazione, cerca riparo in tane, che scava con le zampe anteriori.

### Alimentazione

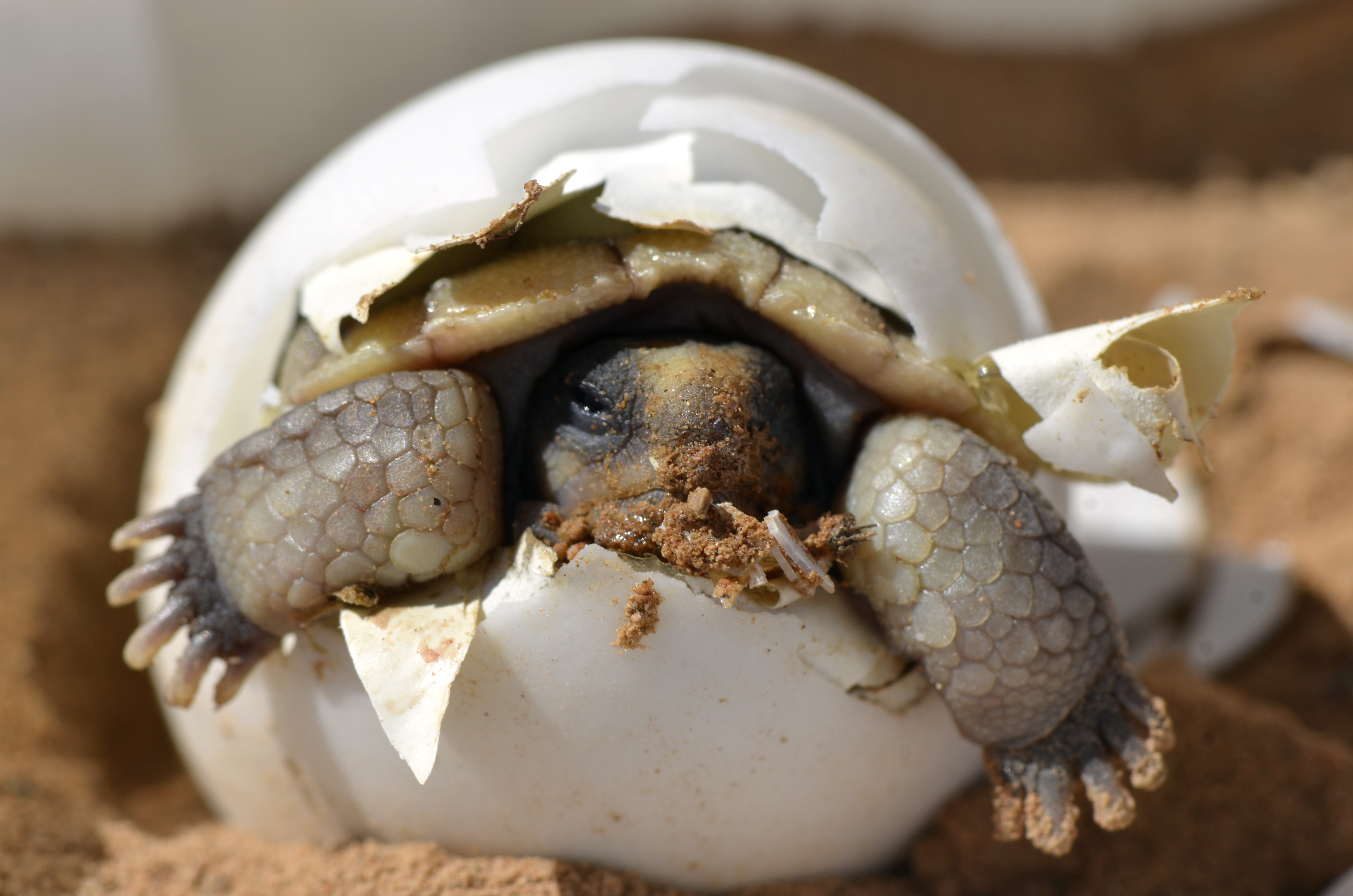
Piccolo di tartaruga del deserto in uscita dal suo uovo.

È una specie erbivora, che si nutre di foglie, steli, fiori, frutti e semi di una varietà di specie erbacee e arbustive. La maggior parte del loro fabbisogno di acqua è soddisfatto dall'umidità presente nelle erbe di cui si nutre. Un esemplare adulto può sopravvivere più di un anno senza bere acqua.

### Riproduzione
È una specie ovipara.

## Distribuzione e habitat
Questa specie è presente nelle aree desertiche degli Stati Uniti meridionali (Nevada meridionale, California sud-occidentale, Arizona occidentale, Nuovo Messico) e del Messico (Baja California settentrionale, Sonora occidentale, Sinaloa nord-occidentale).

## Conservazione
La IUCN Red List classifica Gopherus agassizii come specie vulnerabile.
La specie è inserita nella Appendice II della Convention on International Trade of Endangered Species (CITES).